# Henry F. Gilbert
Henry Franklin Belknap Gilbert (26 septembre 1868 - 19 mai 1928)  né à Somerville (Massachusetts) est un violoniste et compositeur américain. Il est surtout connu pour son intérêt pour la musique afro-américaine au tournant du XXe siècle.

## Biographie
Gilbert vient d'une famille de musiciens, il étudie le violon, le piano, la théorie et la composition au Conservatoire de Nouvelle Angleterre avec des professeurs, comme Edward MacDowell pour la composition et Emil Mollenhauer  pour le  violon.
Ses études terminées, Gilbert gagne sa vie en jouant du violon et en travaillant  dans une variété d'emplois non-musicaux. 
En 1893, il se rend à l’Exposition universelle de Chicago, où il a l'occasion d’entendre des musiques asiatiques et africaines. En 1894, 1901 et 1927, il visite l’Europe.  Et en 1900, il assiste à un concert de Gustave Charpentier , Louise qui réveille  son intérêt pour la musique. 
De 1902 à 1911 Gilbert collabore avec Arthur Farwell au Wa-Wan Press, un éditeur important de musique américaine du mouvement indianiste. Gilbert a  également passé  plusieurs étés à la MacDowell Colony.

## Œuvre
Gilbert pensait que les compositeurs américains ne devaient pas compter uniquement sur les modèles européens, mais devaient s’inspirer de sources indigènes, telles  que la musique noir américaine , la musique créole et celle des  Indiens d'Amérique. Dans ses compositions,  Gilbert a emprunté des  mélodies et des rythmes au folklore, au ragtime, et aux spirituals . Gilbert a également transcrit des musiques indiennes à partir de cylindres de cire enregistrés par Edward S. Curtis pour son  livre The North American Indian.
En 1905 Americanesque, suite orchestrale inspirée de trois  mélodies de Minstrel show.  Puis La Negro Rhapsody présentée  à Norfolk (Connecticut) en 1913. Sa Comédie Ouverture sur des thèmes noirs a été choisie pour être présentée en Russie par Glazounov et menée par Glière ,  en 1914. Riders to the Sea , a été présenté par l'Orchestre philharmonique de New York en 1917. L’opéra en un acte la Danse à  la place Congo a été réalisé par le Metropolitan Opera Ballet et Orchestre en 1918, et deux ans plus tard, orchestré par l'Orchestre symphonique de Boston sous la direction de  Pierre Monteux. Gilbert a composé la musique pour le premier épisode du "Pilgrim Tricentenaire Pageant". (1921) . D’autres artistes comme Clifton, Converse, Arthur Foote, ont  également contribué à la reconstitution historique. En 1922, Gilbert compose également la musique d’un film documentaire sur la chasse à la baleine: Le Harpon (film) avec des conseils de Joseph Carl Breil. L’ Orchestre symphonique de Boston sous la direction de Serge Koussevitzky monte  une pièce symphonique de Gilbert en 1926. 
En 1927,  malgré une santé défaillante, Gilbert  s’est rendu à Francfort avec Copland pour représenter la musique moderne d' Amérique au Festival ISCM où sa Danse à la Place Congo a été présentée. Enfin, ses Nocturnes ont été présentés deux mois avant sa mort par l'Orchestre de Philadelphie dirigé par Monteux.
Son plus grand succès la Danse à la Place Congo, un travail programmatique sur la base de thèmes créoles, initialement achevé en 1908, est rejeté par le controversé  Karl Muck pour Boston, l'œuvre est restée non exécutée jusqu'à sa refonte en un ballet par la compagnie du Metropolitan Opera en 1918.
Henry Gilbert est mort le 19 mai 1928 à Cambridge (Massachusetts). Il souffrait depuis longtemps d’une maladie cardiaque congénitale, la tétralogie de Fallot,.

## Source
- (en) Cet article est partiellement ou en totalité issu de l’article de Wikipédia en anglais intitulé « Henry F. Gilbert » (voir la liste des auteurs).